# Blinkar blå
"Blinkar blå" är en låt av Adolphson & Falk. Den innebar gruppens stora genombrott när den spelades i radioprogrammet Eldorado hösten 1981 och gavs ut som singel (på blå vinyl). Låten spelades in i Riksradions studio 7 i samarbete med Greg FitzPatrick.
"Blinkar blå" låg under tre veckor på Heta högen i radioprogrammet Poporama februari-mars 1982. Singeln låg åtta veckor på Sverigetopplistan med som bäst en 4:e placering i februari 1982.
2006 släppes "Blinkar blå" i en akustisk version som singel.

## Listplaceringar
| Lista (1982) | Topplacering |
| ------------ | ------------ |
| Sverige      | 4            |

### Fotnoter
1. ↑  ”Biografi”. Adolphson & Falk. https://adolphsonfalk.se/biografi/. Läst 28 februari 2022.
2. ↑  Poporama 1982 nouw.com
3. ↑  Blinkar blå hitparad.se
4. ↑  ”Blinkar blå”. hitparad.se. 25 februari 1982. http://hitparad.se/showitem.asp?interpret=Adolphson%2DFalk&titel=Blinkar+bl%E5&cat=s. Läst 2 juni 2013.